# Тышовецкая конфедерация

Тышовецкая конфедерация — конфедерация польской шляхты, учреждённая 29 декабря 1655 года в Тышовцах, неподалёку от города Замосць, с целью организации отпора шведским войскам, оккупировавшим значительную часть Речи Посполитой.
Тышовецкая конфедерация считается первой «коронной конфедерацией» (созданной при короле). Она была образована по инициативе Стефана Чарнецкого из состава коронной польской армии. Конфедерацию возглавил король Ян Казимир вместе с гетманами Станиславом Потоцким и Станиславом Лянцкоронским.
20 января 1656 года, после переговоров с магнатами в Кросно, конфедерация переоформилась в действительную коронную конфедерацию. Учреждение Тышовецкой конфедерации стало переломным моментом в польско-шведской войне: силы поляков были объединены для борьбы со шведской армией Карла X Густава, дворянство поддержало короля Яна Казимира и к концу 1656 года шведы были вытеснены с территории Польши.